# Kungliga Konstakademien i Bryssel

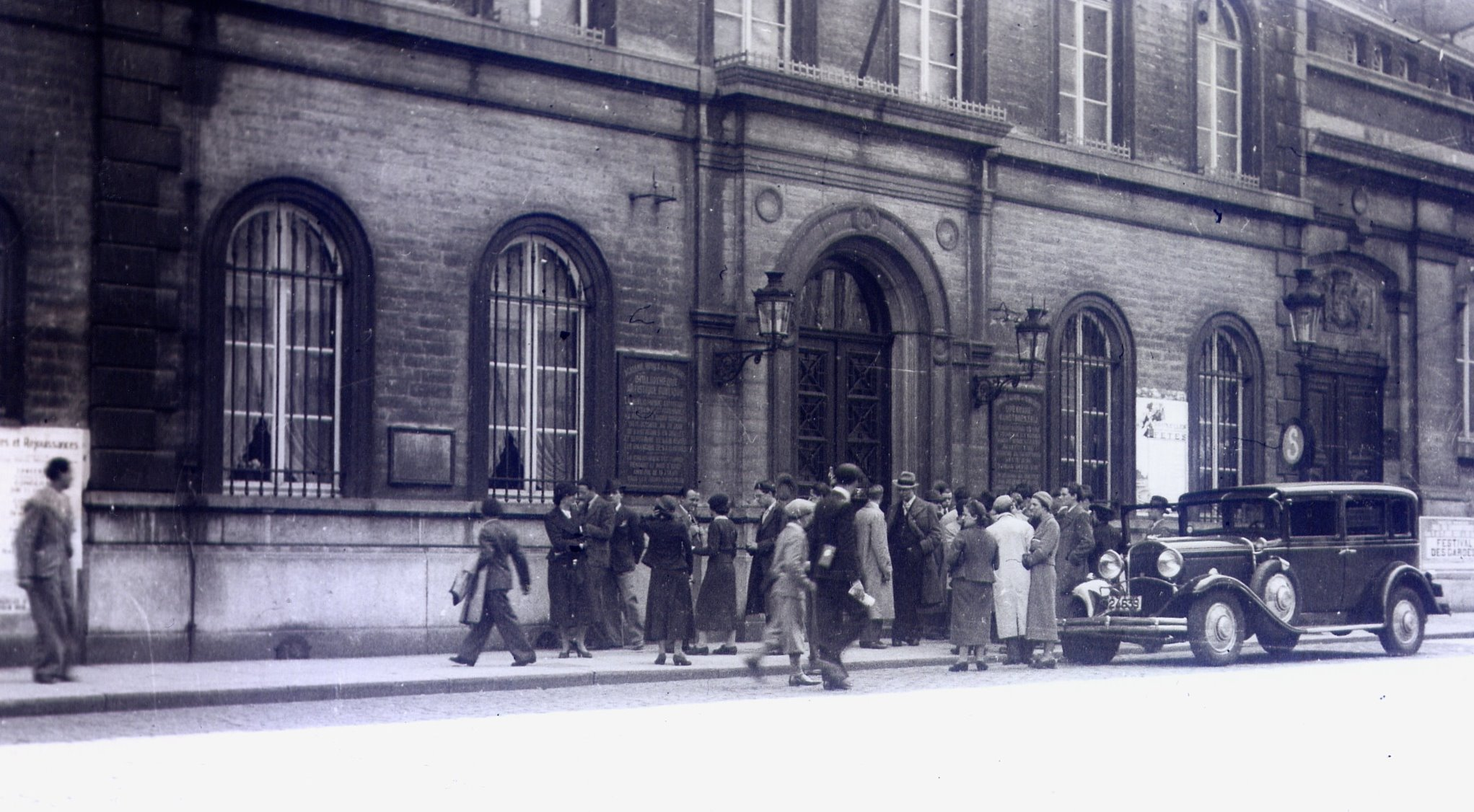
L'Académie royale des Beaux-Arts de Bruxelles, rue du Midi, 1935

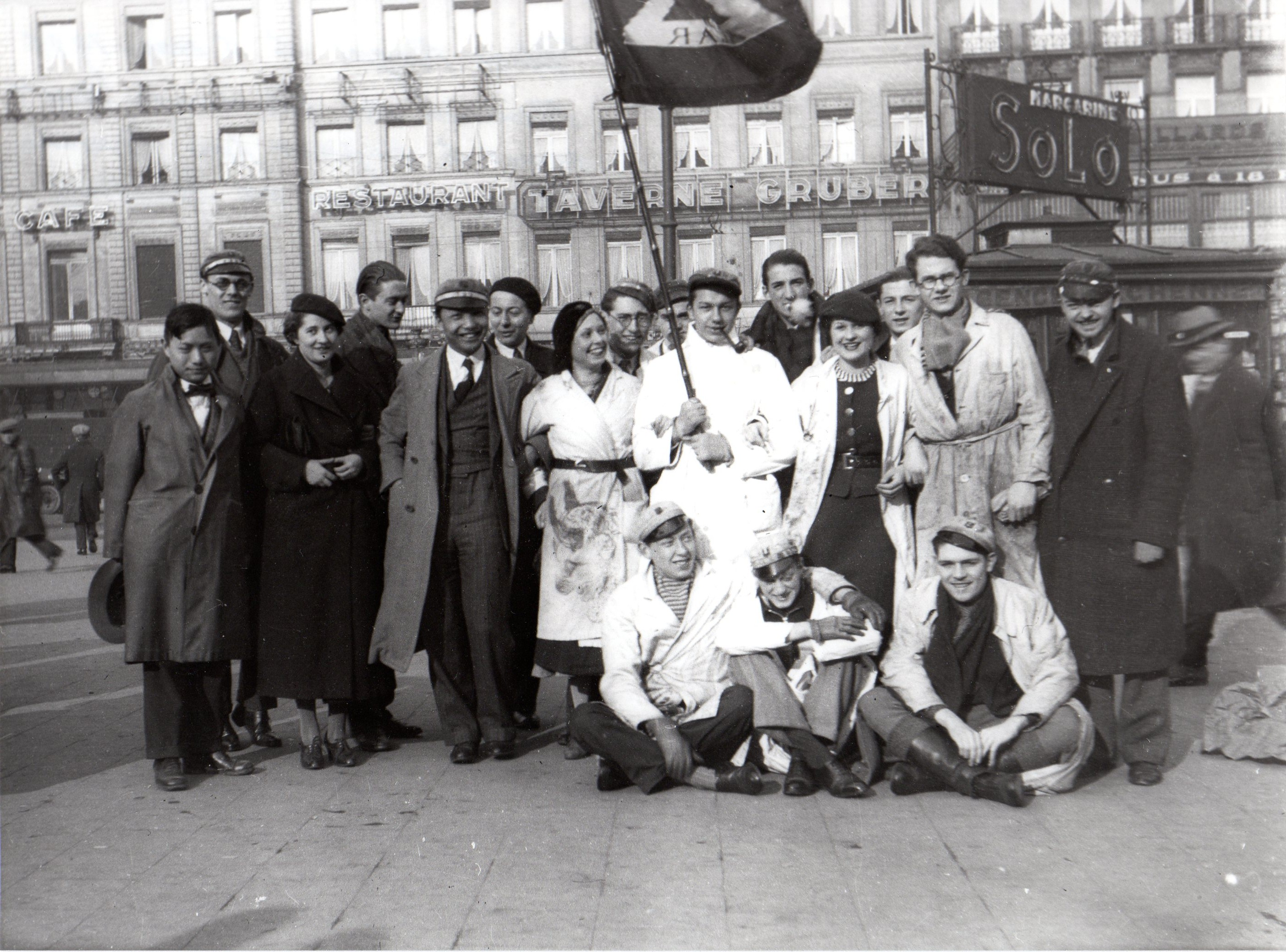
En grupp arkitekturstudenter 1935

Kungliga Konstakademien i Bryssel (franska Académie royale des beaux-arts de Bruxelles) är en belgisk konsthögskola i Bryssel.
Konsthögskolan har sitt ursprung i stadens historia. År 1711 fick en grupp äldre målare, skulptörer, bonadsvävare och andra konstnärer ett rum i stadshuset till sin disposition för att förkovra konsten att rita.  Akademien bildades sedan 1768 på basis av denna institution. 
Kungliga Konstakademien i Bryssel är en utbildningsanstalt, en konstverkstad och forum för diskussion, framför allt mellan företrädare för olika konstformer. År 1876 etablerade sig akademien i byggnader vid rue du Midi, vilka restaurerades på basis av ritningar av Pierre Victor Jamaer.

## Akademidirektörer i urval
- Alexandre Robert från 1888
- Victor Horta 1927–1931
- Henry Lacoste 1954–1957

## Elever i urval
- Jean-Frédéric Van der Rit (1823–1882), arkitekt
- Auguste Schoy (1838–85), arkitekt
- Paul Du Bois (1859–1938), skulptör
- Victor Rousseau (1865–1954), skulptör
- Herman Richir (1866–1942), målare
- Maurice De Korte (1889–1971), skulptör
- Robert Mermet (1896–1988), skulptör
- Victor Servranckx (1897–1965), målare
- Claude Strebelle (född 1917), arkitekt
- Zhang Chongren (1907–1998), skulptör och målare
- Paul Delvaux, målare
- René Magritte, målare
- Guy Huygens, målare
- James Ensor, målare och grafiker
- Gustave Fontaine  (1877–1952), skulptör